# Juegos Paralímpicos de Vancouver 2010
Los Juegos Paralímpicos de Vancouver 2010 fueron los décimos Juegos Paralímpicos de Invierno y se celebraron en Vancouver, Canadá, entre el 12 y el 21 de marzo de 2010. Son las segundas Paralimpiadas celebradas en tierras canadienses, tras los Juegos Paralímpicos de Toronto de 1976.

## Deportes
Los juegos consisten en el desarrollo de 58 eventos en 4 deportes, para un total de 5 disciplinas.
- Curling en silla de ruedas
- Esquí alpino
- Esquí nórdico
  -  Biatlón
  -  Esquí de fondo
- Hockey sobre hielo

## Sedes e instalaciones deportivas
| Sedes                       | Localización | Deportes                   | Capacidad | Ref.  |
| --------------------------- | ------------ | -------------------------- | --------- | ----- |
| UBC Winter Sports Centre    | Vancouver    | Hockey sobre hielo         | 7.200     | [ 1 ] |
| Vancouver Paralympic Centre | Vancouver    | Curling en silla de ruedas | 6000      | [ 2 ] |
| Whistler Creekside          | Whistler     | Esquí alpino               | 7.600     | [ 3 ] |
| Whistler Paralympic Park    | Whistler     | Biatlón y Esquí de fondo   | 6000      | [ 4 ] |

## Países participantes
44 países participaron en estas competiciones. Esto supone un aumento de cinco de los 39 representados en los Juegos Paralímpicos de Turín 2006. El número entre paréntesis indica el número de participantes de cada NPC.
| - Andorra (AND) (2) - Argentina (ARG) (2) - Armenia (ARM) (2) - Australia (AUS) (11) - Austria (AUT) (19) - Bielorrusia (BLR) (9) - Bélgica (BEL) (1) - Bosnia y Herzegovina (BIH) (1) - Bulgaria (BUL) (3) - Canadá (CAN) (55) - Chile (CHI) (2) - República Popular China (CHN) (7) - Croacia (CRO) (4) - República Checa (CZE) (19) - Dinamarca (DEN) (2) | - Finlandia ( FIN) (5) - Francia (FRA) (21) - Alemania (GER) (20) - Reino Unido (GBR) (12) - Grecia (GRE) (2) - Hungría (HUN) (2) - Islandia (ISL) (1) - Irán (IRI) (1) - Italia (ITA) (35) - Japón (JPN) (42) - Kazajistán (KAZ) (1) - México (MEX) (2) - Mongolia (MGL) (2) - Países Bajos (NED) (1) | - Noruega (NOR) (27) - Polonia (POL) (12) - Rumania (ROU) (1) - Rusia (RUS) (31) - Serbia (SRB) (1) - Eslovaquia (SVK) (13) - Eslovenia (SLO) (1) - España (ESP) (5) - Sudáfrica (RSA) (1) - Corea del Sur (KOR) (25) - Suecia (SWE) (26) - Suiza (SUI) (15) - Ucrania (UKR) (19) - Estados Unidos (USA) (50) |

Un total de 506 atletas participaron en los Juegos. Este es un aumento de los 476 atletas que participaron en 2006.

## Desarrollo

### Calendario
| ● | Ceremonia de Apertura | ● | Competiciones | ● | Finales | ● | Ceremonia de Clausura |

| Marzo                      | 12 V | 13 S | 14 D | 15 L | 16 M | 17 X | 18 J | 19 V | 20 S | 21 D |
| -------------------------- | ---- | ---- | ---- | ---- | ---- | ---- | ---- | ---- | ---- | ---- |
| Esquí alpino               |      |      |      |      |      |      |      |      |      |      |
| Biatlón                    |      |      |      |      |      |      |      |      |      |      |
| Esquí de fondo             |      |      |      |      |      |      |      |      |      |      |
| Hockey sobre hielo         |      |      |      |      |      |      |      |      |      |      |
| Curling en silla de ruedas |      |      |      |      |      |      |      |      |      |      |
| Ceremonias                 | ●    |      |      |      |      |      |      |      |      | ●    |
| Marzo                      | 12 V | 13 S | 14 D | 15 L | 16 M | 17 X | 18 J | 19 V | 20 S | 21 D |

### Medallero
País organizador
| Núm. | País                 | Oro | Plata | Bronce | Total |
| ---- | -------------------- | --- | ----- | ------ | ----- |
| 1    | Alemania (GER)       | 13  | 5     | 6      | 24    |
| 2    | Rusia (RUS)          | 12  | 16    | 10     | 38    |
| 3    | Canadá (CAN)         | 10  | 5     | 4      | 19    |
| 4    | Eslovaquia (SVK)     | 6   | 2     | 3      | 11    |
| 5    | Ucrania (UKR)        | 5   | 8     | 6      | 19    |
| 6    | Estados Unidos (USA) | 4   | 5     | 4      | 13    |
| 7    | Austria (AUT)        | 3   | 4     | 4      | 11    |
| 8    | Japón (JPN)          | 3   | 3     | 5      | 11    |
| 9    | Bielorrusia (BLR)    | 2   | 0     | 7      | 9     |
| 10   | Francia (FRA)        | 1   | 4     | 1      | 6     |